# Chiesa di San Dalmazio (Savona)
La chiesa di San Dalmazio è la parrocchiale del quartiere di Lavagnola a Savona e sorge su una collinetta poco fuori dall'abitato.

## Storia e descrizione
Edificio di origini anteriori al Mille, viene citato per la prima volta in documenti nel 1180 circa. Nel 1578 giungono nella chiesa i frati dell'Ordine francescano che la ampliano e vi costruiscono un convento il cui chiostro è ancora oggi visibile a fianco della chiesa. Lavori di ampliamento e abbellimento si succederanno dalla metà del XVIII secolo fino al 1954. La chiesa è oggi divisa in tre navate con 4 ampie cappelle laterali. All'interno, riccamente decorato e affrescato da diversi artisti tra cui Lazzaro De Maestri, si conservano due polittici del 1380 circa, tra cui uno di Barnaba da Modena.
Tra le statue lignee, da notare un Sant'Antonio del Brilla e una Madonna Immacolata (1785), un San Giuseppe (1790) di Filippo Martinengo e un ciclo di affreschi realizzati dal pittore verista Santo Bertelli (1887).